# Mozihét (folyóirat)
A Mozihét 1915 és 1922 között Budapesten megjelent filmes szaklap. A hetilap Kino-Woche néven is ismert volt. Első száma 1915. február 14-én jelent meg. Szerkesztője Korda Sándor filmrendező volt.
Kertész Mihály Oscar-díjas filmrendező is rendszeresen írt bele cikkeket.
Melléklapja a Film Szemle kinematográfiai hetilap 1915 és 1917 között. 1918-ban megszűnt és beolvadt a Mozihétbe. Szerkesztője kezdetben Kovács Emil, majd 1916-tól Döts Géza volt.